# Форначета (Комо)
Форначета је насеље у Италији у округу Комо, региону Ломбардија.
Према процени из 2011. у насељу је живело 286 становника. Насеље се налази на надморској висини од 300 м.